# أورتيلي
أورتيلي (بالإيطالية: Ortelle) هي بلدية في مقاطعة ليتشي في إقليم بوليا الإيطالي.

## السكان
في سنة 1861 بلغ عدد السكان 1٬211 نسمة، وتطور العدد ليصل في سنة 2011 لـ 2٬359 نسمة.
يظهر هذا المخطط البياني تطور النمو السكاني لـ أورتيلي